# Llista d'exposicions temporals de la Fundació Joan Miró
Llista de les exposicions temporals realitzades a la Fundació Joan Miró de Barcelona.

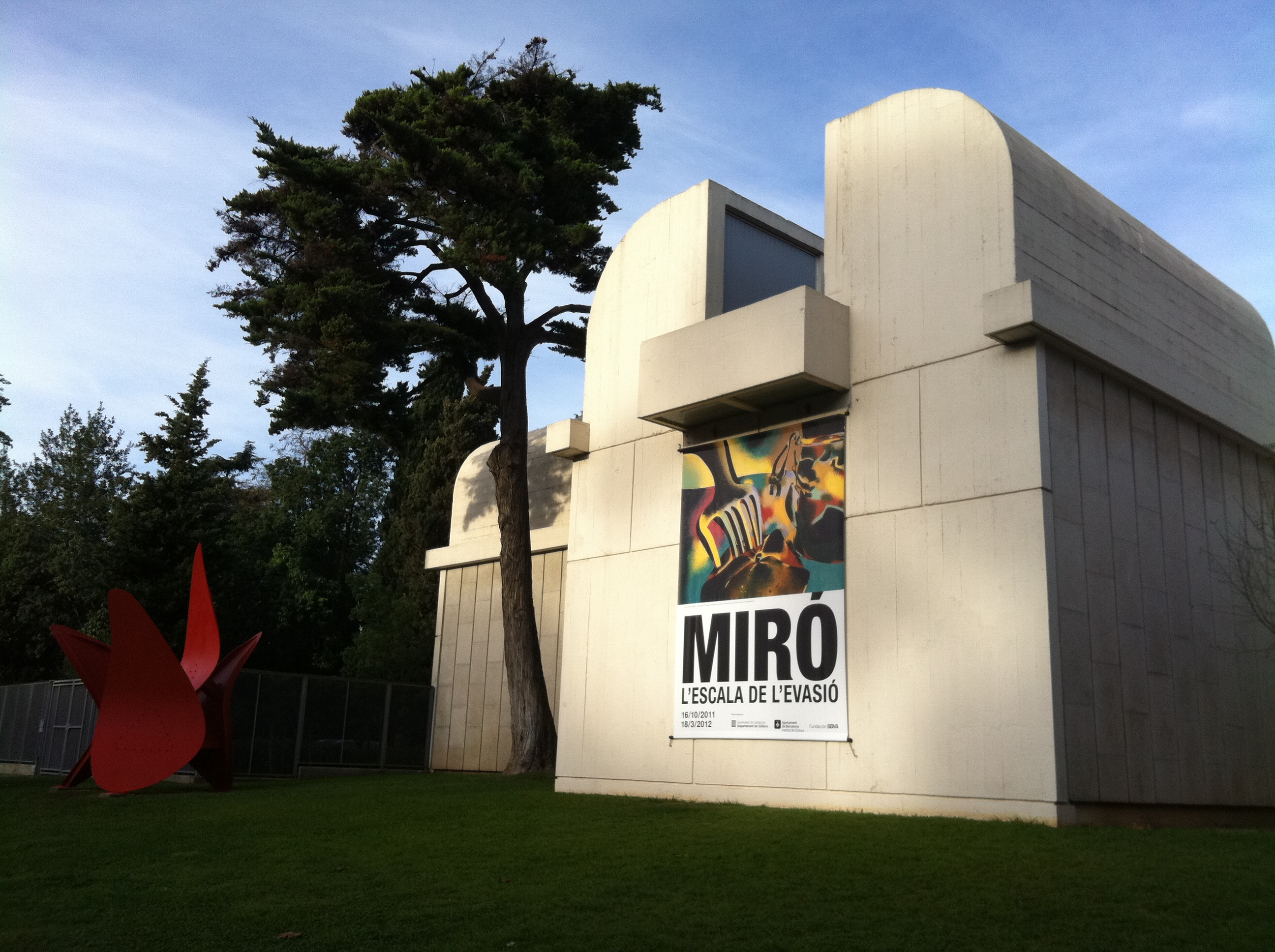
Entrada amb el cartell de Joan Miró. L'escala de l'evasió.

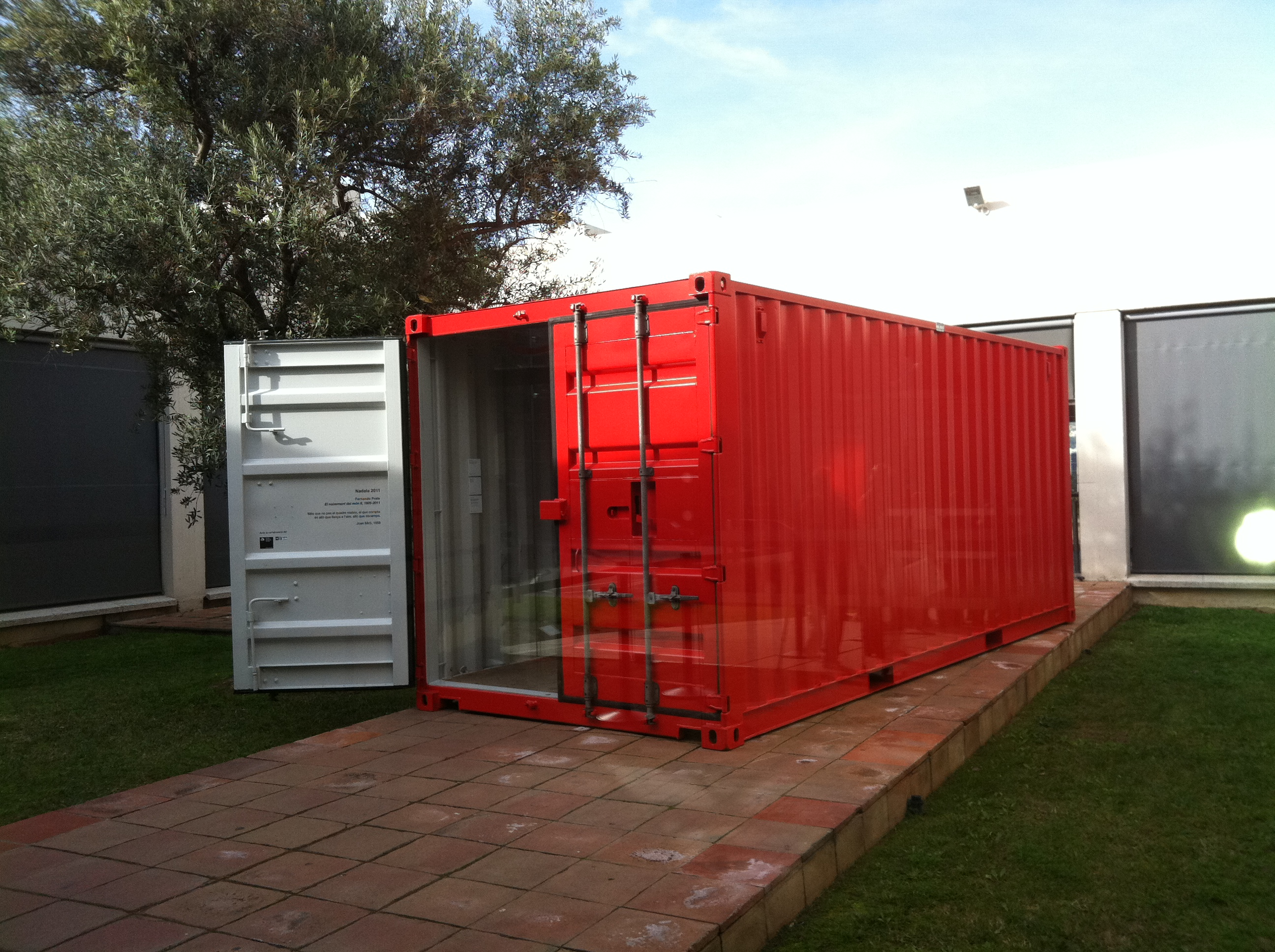
Nadala 2011

| Any  | Títol                                                                         | Inici         | Fi          | Ref   |
| ---- | ----------------------------------------------------------------------------- | ------------- | ----------- | ----- |
| 1975 | Exposició d'obertura de la Fundació                                           | 10 de juny    |             |       |
| 1975 | Art tàntric                                                                   | 20/11/1975    | 31/01/1976  | [ 2 ] |
| 1976 | El pla comarcal avui                                                          |               |             |       |
| 1976 | “Avui”: un poble es fa el seu diari                                           |               |             |       |
| 1976 | Art amb nous mitjans                                                          |               |             |       |
| 1976 | Els anys vint a Alemanya. Art i crítica social                                |               |             |       |
| 1976 | Còmic i comunicació                                                           | 21 abril      | 16 maig     |       |
| 1976 | Joan Miró. Pintures, escultures i dibuixos de les col·leccions de la Fundació |               |             |       |
| 1976 | XV Premi Internacional de Dibuix Joan Miró                                    |               |             |       |
| 1976 | Homenatge a Carles Rahola. 1881-1939                                          | 15 setembre   | 24 setembre |       |
| 1976 | Amnistia, drets humans i art                                                  | 27 setembre   | 14 octubre  |       |
| 1976 | Pintura-1                                                                     |               |             |       |
| 1976 | Antoni Tàpies: obra 1955-1976                                                 | 22 octubre    | 5 desembre  |       |
| 1976 | Sigmund Freud. 1856-1939                                                      | 23 novembre   | 11 desembre |       |
| 1976 | Artistes per l'amnistia                                                       |               |             |       |
| 1976 | Premis FAD d'arquitectura i interiorisme 1976                                 |               |             |       |
| 1976 | Biennal de Venècia (pavelló central)                                          | 18/12/1976    | 13/02/1977  |       |
| 1976 | Objecte. Primera antologia catalana de l'art i l'objecte                      |               |             |       |
| 1977 | Homenatge a Catalunya en la figura de Lluís Xirinacs                          |               |             |       |
| 1977 | Otto Dix: dibuixos i gravats                                                  |               |             |       |
| 1977 | Els artistes i Olivetti                                                       | 18 febrer     | 20 març     |       |
| 1977 | Amèrica Llatina '76                                                           | 22 febrer     | 27 març     |       |
| 1977 | La Catalunya d'ahir per al demà                                               |               |             |       |
| 1977 | Amèrica, Amèrica (pintura nord-americana 1945-1975)                           | 12 abril      | 12 juny     |       |
| 1977 | Cartells polítics catalans dels anys 30                                       |               |             |       |
| 1977 | De Bonnard a Miró. Homenatge a Tériade                                        | 23 juny       | 10 juliol   |       |
| 1977 | Museo Internacional de la Resistencia Salvador Allende                        |               |             |       |
| 1977 | Premi Internacional de Dibuix Joan Miró                                       |               |             |       |
| 1977 | Colaborations of Ch. Rotham. Richard Hamilton-Dieter Roth                     | 29 setembre   | 30 octubre  |       |
| 1977 | Arquitectura para después de una guerra. 1939-1949                            | 28 setembre   | 13 novembre |       |
| 1977 | Tècnica, formes i art tèxtil                                                  |               |             |       |
| 1977 | Deltes ADI-FAD 1977                                                           |               |             |       |
| 1977 | Fotodocumentació de la Documenta 1977                                         |               |             |       |
| 1977 | Què és i què ha estat la cultura catalana                                     |               |             |       |
| 1978 | Bauhaus                                                                       |               |             |       |
| 1978 | Josep Ponsatí                                                                 | 24 febrer     | 11 març     |       |
| 1978 | Francis Bacon                                                                 | 2 juny        | 16 juliol   |       |
| 1978 | Suggestions olfactives                                                        | novembre      |             |       |
| 1978 | Arte Yugoslavo Contemporáneo                                                  | desembre 1978 | gener 1979  |       |
| 1979 | Wolf Vostell: antològica 1958-1978                                            | 4 gener       | 4 febrer    |       |
| 1979 | Arquitectura de Josep Lluís Sert                                              | 1 març        | 1 abril     |       |
| 1979 | Guinovart: Matèria-Suport-Estructura                                          | 21 març       | 15 abril    |       |
| 1980 | Joan Miró: obra gràfica completa                                              |               |             |       |
| 1980 | 1929/Exposició Internacional de Barcelona                                     |               |             |       |
| 1980 | Antonio Saura: retrospectiva                                                  |               |             |       |
| 1981 | Paul Klee: olis, aquarel·les, dibuixos i gravats                              |               |             |       |
| 1981 | Henry Moore: escultures, dibuixos i gravats                                   |               |             |       |
| 1982 | Joan Miró: pintura, escultura, ceràmica, tapisseria, teatre                   |               |             |       |
| 1982 | Principi collage                                                              |               |             |       |
| 1982 | Alvar Aalto: mestre de l'arquitectura i del disseny finlandès                 |               |             |       |
| 1983 | Joan Miró: anys 20. Mutació de la realitat                                    |               |             |       |
| 1983 | Kurt Schwitters                                                               |               |             |       |
| 1983 | Tendències a Nova York                                                        | 20/12/1983    | 29/01/1984  |       |
| 1984 | Marcel Duchamp                                                                |               |             |       |
| 1984 | Joseph Cornell                                                                |               |             |       |
| 1985 | Anthony Caro                                                                  | setembre      |             |       |
| 1985 | Albert Ràfols-Casamada                                                        |               |             | [ 3 ] |
| 1985 | Avantguarda russa, 1910-1930                                                  | maig          | juliol      |       |
| 1986 | Chillida: escultures                                                          |               |             |       |
| 1986 | Torres-García                                                                 |               |             |       |
| 1986 | Max Ernst                                                                     |               |             |       |
| 1987 | Irving Penn                                                                   |               |             |       |
| 1987 | Mies van der Rohe. 1886-1969                                                  |               |             |       |
|      |                                                                               |               |             |       |
| 1989 | Carmen Perrin                                                                 | 2 febrer      | 27 març     |       |
|      |                                                                               |               |             |       |
| 1996 | Andy Warhol                                                                   | 19/01/1996    | 01/12/1996  |       |
|      |                                                                               |               |             |       |
| 1997 | Joan Miró. Equilibri a l'espai                                                | 18/09/1997    | 02/11/1997  |       |
| 1997 | Calder                                                                        | 20/11/1997    | 15/02/1998  |       |
| 1998 | Album. Una selecció dels fons de la Fondation Cartier pour l'Art Contemporain | 06/03/1998    | 26/04/1998  |       |
| 1998 | Ficcions íntimes                                                              | 08/05/1998    | 30/07/1998  |       |
| 1998 | Voices                                                                        | 17/09/1998    | 01/11/1998  |       |
| 1998 | Magritte                                                                      | 19/11/1998    | 07/02/1999  |       |
| 1999 | Ian Hamilton Finlay. Variacions sobre diversos temes                          | 26/02/1999    | 18/04/1999  |       |
| 1999 | André Ricard. El disseny del quotidià                                         | 07/05/1999    | 04/07/1999  |       |
| 1999 | ToolToys                                                                      | 07/05/1999    | 04/07/1999  |       |
| 1999 | La realitat i el desig                                                        | 23/09/1999    | 07/11/1999  |       |
| 1999 | Klee, Tanguy, Miró. Tres visions del paisatge                                 | 19/11/1999    | 30/01/2000  |       |
| 2000 | Sigmar Polke. Die Alten                                                       | 11/02/2000    | 01/05/2000  |       |
| 2000 | Català Roca. Una nova mirada                                                  | 11/05/2000    | 02/07/2000  |       |
| 2000 | Art a Centreeuropa. 1949-1999                                                 | 14/07/2000    | 01/11/2000  |       |
| 2000 | Mark Rothko                                                                   | 25/11/2000    | 28/01/2001  |       |
| 2001 | Joan Brossa o la revolta poètica                                              | 23/02/2001    | 27/05/2001  |       |
| 2001 | Joan Miró. Desfilada d'obsessions                                             | 15/06/2001    | 02/09/2001  |       |
| 2001 | Ironia                                                                        | 21/09/2001    | 04/11/2001  |       |
| 2001 | Jean Arp                                                                      | 23/11/2001    | 24/02/2002  |       |
| 2002 | Conceptes de l'espai                                                          | 15/03/2002    | 12/05/2002  |       |
| 2002 | Joan Miró. Homenatge a Gaudí                                                  | 31/05/2002    | 30/07/2002  |       |
| 2002 | Joaquim Gomis                                                                 | 31/05/2002    | 31/07/2002  |       |
| 2002 | Límits de la percepció                                                        | 13/09/2002    | 03/11/2002  |       |
| 2002 | Fernand Léger                                                                 | 22/11/2002    | 26/01/2003  |       |
| 2003 | Falsa innocència                                                              | 21/03/2003    | 01/06/2003  |       |
| 2003 | Jan Fabre. Gaude Sucurrere Vitae                                              | 29/07/2003    | 12/10/2003  |       |
| 2003 | Chillida                                                                      | 21/11/2003    | 25/01/2004  |       |
| 2004 | Darrere els fets. Interfunktionen 1968-1975                                   | 19/02/2004    | 02/05/2004  |       |
| 2004 | La bellesa del fracàs. El fracàs de la bellesa                                | 28/05/2004    | 24/10/2004  |       |
| 2004 | Manifest groc. Dalí, Gasch, Montanyà i l'antiart                              | 18/06/2004    | 26/09/2004  |       |
| 2004 | Seminari. Dona, art i modernitat                                              | 10/11/2004    | 15/12/2004  |       |
| 2004 | La dona. Metamorfosi de la modernitat                                         | 24/11/2004    | 06/02/2005  |       |
| 2005 | Sert, mig segle d'arquitectura 1928-1979                                      | 25/02/2005    | 12/06/2005  |       |
| 2005 | Joan Miró. Arquitectura d'un llibre                                           | 01/07/2005    | 06/11/2005  |       |
| 2005 | Mestres del collage. De Picasso a Rauschenberg                                | 26/11/2005    | 26/02/2006  |       |
| 2006 | Seminari. Mestres del collage                                                 | 01/02/2006    | 06/03/2006  |       |
| 2006 | Douglas Gordon. El que vols que digui... Jo ja sóc mort                       | 24/03/2006    | 04/06/2006  |       |
| 2006 | Carles Santos. Visca el piano!                                                | 30/06/2006    | 05/11/2006  |       |
| 2006 | Joan Miró. 1956-1983 Sentiment, emoció i gest                                 | 24/11/2006    | 25/02/2007  |       |
| 2007 | Claes Oldenburg Coosje van Bruggen. Escultura, potser                         | 23/03/2007    | 03/06/2007  |       |
| 2007 | Sean Scully                                                                   | 28/06/2007    | 30/09/2007  |       |
| 2007 | Un cos sense límits                                                           | 26/10/2007    | 27/01/2008  |       |
| 2007 | Nadala 07. Perejaume                                                          | 30/11/2007    | gener 2009  |       |
| 2008 | Vermell a part. Art xinès contemporani de la col·lecció Sigg                  | 21/02/2008    | 25/05/2008  |       |
| 2008 | Olafur Eliasson. La naturalesa de les coses.                                  | 20/06/2008    | 28/09/2008  |       |
| 2008 | Modernitat americana                                                          | 31/10/2008    | 25/01/2009  |       |
| 2008 | Nadala 08. Ignasi Aballí                                                      | 04/12/2008    | 11/01/2009  |       |
| 2009 | Kiki Smith. Her Memory                                                        | 20/02/2009    | 24/05/2009  |       |
| 2009 | Miró - Dupin. Art i poesia                                                    | 17/06/2009    | 18/10/2009  |       |
| 2009 | Frantisek Kupka                                                               | 28/11/2009    | 24/01/2010  |       |
| 2009 | Nadala 09. Tere Recarens                                                      | 02/12/2009    | gener 2010  |       |
| 2010 | Murals. Pràctiques murals contemporànies                                      | 19/02/2010    | 06/06/2010  |       |
| 2010 | Partit amistós - sentiments electrònics. Pipilotti Rist                       | 08/07/2010    | 01/11/2010  |       |
| 2010 | Let Us Face the Future. Art britànic 1945-1968                                | 27/11/2010    | 20/02/2011  |       |
| 2010 | Nadala 2010. Antoni Llena                                                     | 02/12/2010    | 09/01/2011  |       |
| 2011 | Genius Loci                                                                   | 11/03/2011    | 05/06/2011  |       |
| 2011 | You are not alone                                                             | 01/07/2011    | 18/09/2011  |       |
| 2011 | Joan Miró. L'escala de l'evasió                                               | 16/10/2011    | 18/03/2012  |       |
| 2011 | Nadala 2011. Fernando Prats                                                   | 01/12/2011    | 08/01/2012  |       |
| 2012 | Joaquim Gomis: de la mirada obliqua a la narració visual                      | 20/04/2012    | 03/06/2012  |       |
| 2012 | Mona Hatoum                                                                   | 22/06/2012    | 24/09/2012  |       |
| 2012 | Explosió! El llegat dePollock                                                 | 24/10/2012    | 24/02/2013  |       |
| 2012 | Nadala - Estel caigut. Jaume Pitarch                                          | 22/11/2012    | 06/01/2013  |       |
| 2013 | Insomnia                                                                      | 22/03/2013    | 16/06/2013  |       |
| 2013 | Joan Miró. Obra gràfica                                                       | 02/07/2013    | 24/09/2013  |       |
| 2013 | Davant l'horitzó                                                              | 024/10/2013   | 16/02/2014  |       |
| 2013 | Nadala 2013. Eulàlia Valldosera                                               | 28/11/2013    | 12/01/2014  |       |
| 2014 | Haver fet un lloc on els artistes tinguin dret a equivocar-se                 | 13/03/2014    | 25/05/2014  |       |
| 2014 | De Miró a Barcelona                                                           | 08/05/2014    | 02/11/2014  |       |
| 2014 | Roni Horn. Dormia tot com si l'univers fos un error                           | 20/06/2014    | 28/09/2014  |       |
| 2014 | Barcelona zona neutral. 1914-1918                                             | 25/10/2014    | 15/02/2015  |       |
| 2015 | Prophetia                                                                     | 13/03/2015    | 10/06/2015  |       |
| 2015 | Alfons Borrell. Els treballs i els dies                                       | 03/07/2015    | 27/09/2015  |       |
| 2015 | Miró i l'objecte                                                              | 29/10/2015    | 17/01/2016  |       |
| 2016 | Fi de partida: Duchamp, els escacs i les avantguardes                         | 29/10/2016    | 22/01/2017  |       |
| 2017 | Autogestió                                                                    | 16/02/2017    | 21/05/2017  |       |
| 2017 | Éluard, Cramer, Miró — «À toute épreuve», més que un llibre                   | 31/03/2017    | 12/07/2017  |       |
| 2017 | The Way Things Do                                                             | 30/06/2017    | 01/10/2017  |       |
| 2017 | Joan Miró. Galeria d'antiretrats                                              | 18/07/2017    | 08/10/2017  |       |
| 2017 | Sumer i el paradigma modern                                                   | 28/10/2017    | 21/01/2018  |       |
| 2018 | Itō Shinsui. Tradició i modernitat                                            | 01/03/2018    | 22/07/2018  |       |